# Spirostreptus triculcatus
Spirostreptus triculcatus är en mångfotingart som beskrevs av Koch. Spirostreptus triculcatus ingår i släktet Spirostreptus och familjen Spirostreptidae. Inga underarter finns listade i Catalogue of Life.